# Skylab 4
Skylab 4 (également nommée SL-4 ou SLM-3) est la troisième mission habitée à destination de Skylab, la première station spatiale américaine. Elle a emporté le troisième et dernier équipage à bord de la station. La mission a commencé le 16 novembre 1973 avec le lancement des trois astronautes par une fusée Saturn IB et a duré 84 jours, 1 heure et 16 minutes. Un total de 6 051 heures ont été compilées par les astronautes de Skylab 4, effectuant des expériences scientifiques dans les domaines d'activités médicales, d'observations solaires, des ressources de la Terre, de l'observation de la comète Kohoutek et d'autres expériences.
Les missions Skylab ont été officiellement nommées Skylab 2, 3 et 4. Un manque de communication au sujet de la numérotation a entraîné dans les emblèmes des missions Skylab la numérotation Skylab I, Skylab II, et Skylab 3, respectivement ,.

## Équipage
| Fonction            | Astronaute                                       |                                                  |
| ------------------- | ------------------------------------------------ | ------------------------------------------------ |
| Commandant          | Gerald P. Carr, NASA 1er et unique vol spatial   | Gerald P. Carr, NASA 1er et unique vol spatial   |
| Pilote              | William R. Pogue, NASA 1er et unique vol spatial | William R. Pogue, NASA 1er et unique vol spatial |
| Pilote scientifique | Edward G. Gibson, NASA 1er et unique vol spatial | Edward G. Gibson, NASA 1er et unique vol spatial |

### Équipage de réserve
| Fonction            | Astronaute              |                         |
| ------------------- | ----------------------- | ----------------------- |
| Commandant          | Vance D. Brand, NASA    | Vance D. Brand, NASA    |
| Pilote              | Don L. Lind, NASA       | Don L. Lind, NASA       |
| Pilote scientifique | William B. Lenoir, NASA | William B. Lenoir, NASA |

### Équipage de soutien
- Robert L. Crippen
- Richard H. Truly
- Henry W. Hartsfield, Jr
- William E. Thornton

## Paramètres de la mission
- Masse : 20 847 kg
- Altitude maximale : 440 km
- Distance : 55 500 000 km
- Lanceur : Saturn IB
- Périgée : 422 km
- Apogée : 437 km
- Inclinaison : 50.04°
- Période : 93,11 min
- Amarrage : 16 novembre 1973 – 21:55:00 UTC
- Désamarrage : 8 février 1974 – 02:33:12 UTC
- Temps amarré : 83 jours, 4 heures, 38 minutes, 12 secondes

### Sorties extravéhiculaires
- Gibson et Pogue – EVA 1
  - EVA 1 Début : 22 novembre 1973, 17:42 UTC
  - EVA 1 Fin : 23 novembre 00:15 UTC
  - Durée : 6 heures, 33 minutes
- Carr et Pogue – EVA 2
  - EVA 2 Début : 25 décembre 1973, 16:00 UTC
  - EVA 2 Fin : 25 décembre 23:01 UTC
  - Durée : 7 heures, 1 minute
- Carr et Gibson – EVA 3
  - EVA 3 Début : 29 décembre 1973, 17:00 UTC
  - EVA 3 Fin : 29 décembre 20:29 UTC
  - Durée : 3 heures, 29 minutes
- Carr et Gibson – EVA 4
  - EVA 4 Début : 3 février 1974, 15:19 UTC
  - EVA 4 Fin : 3 février 20:38 UTC
  - Durée : 5 heures, 19 minutes

## Déroulement de la mission

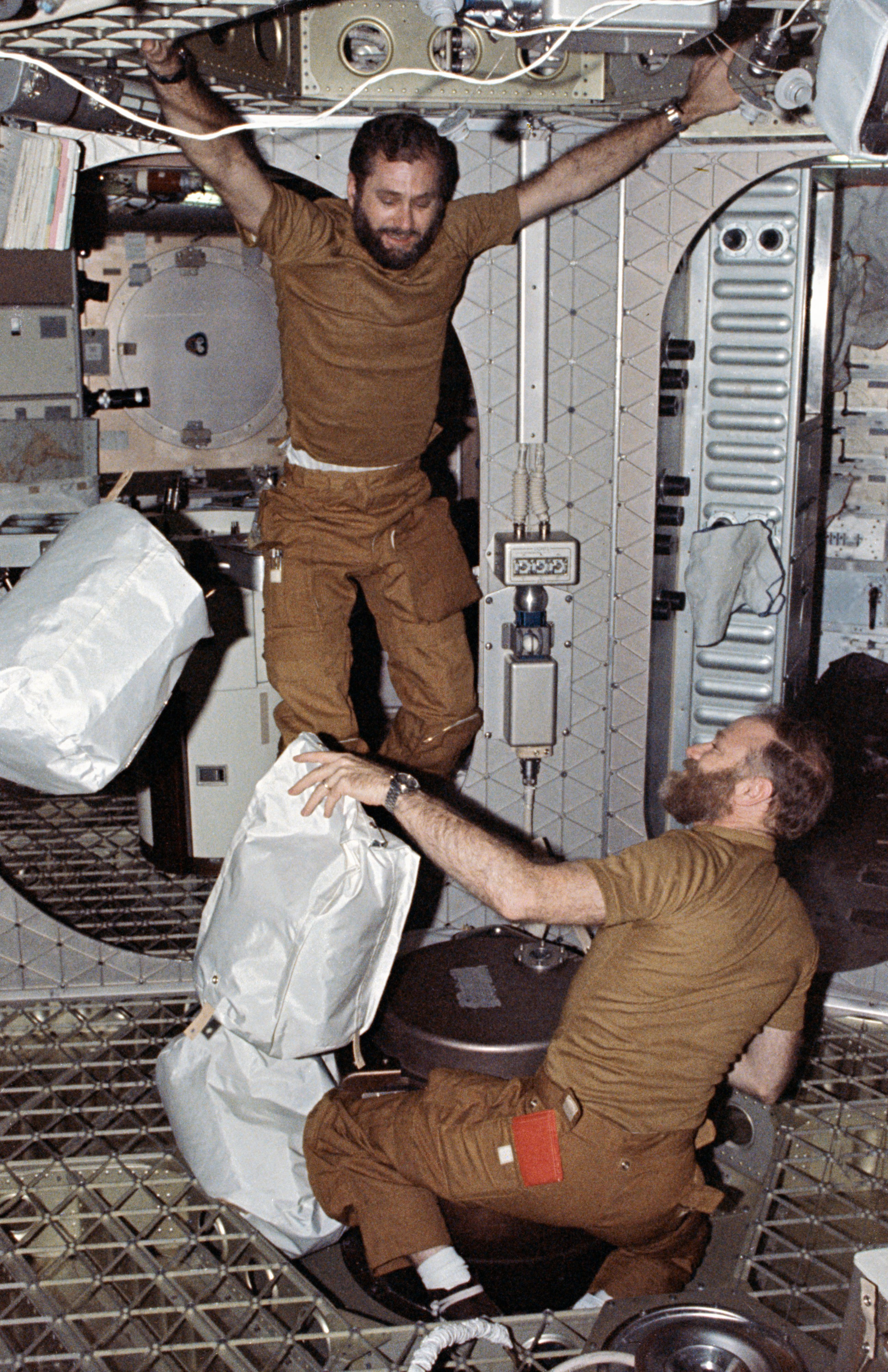
William R. Pogue et Gerald P. Carr, membres d'équipage à bord de Skylab

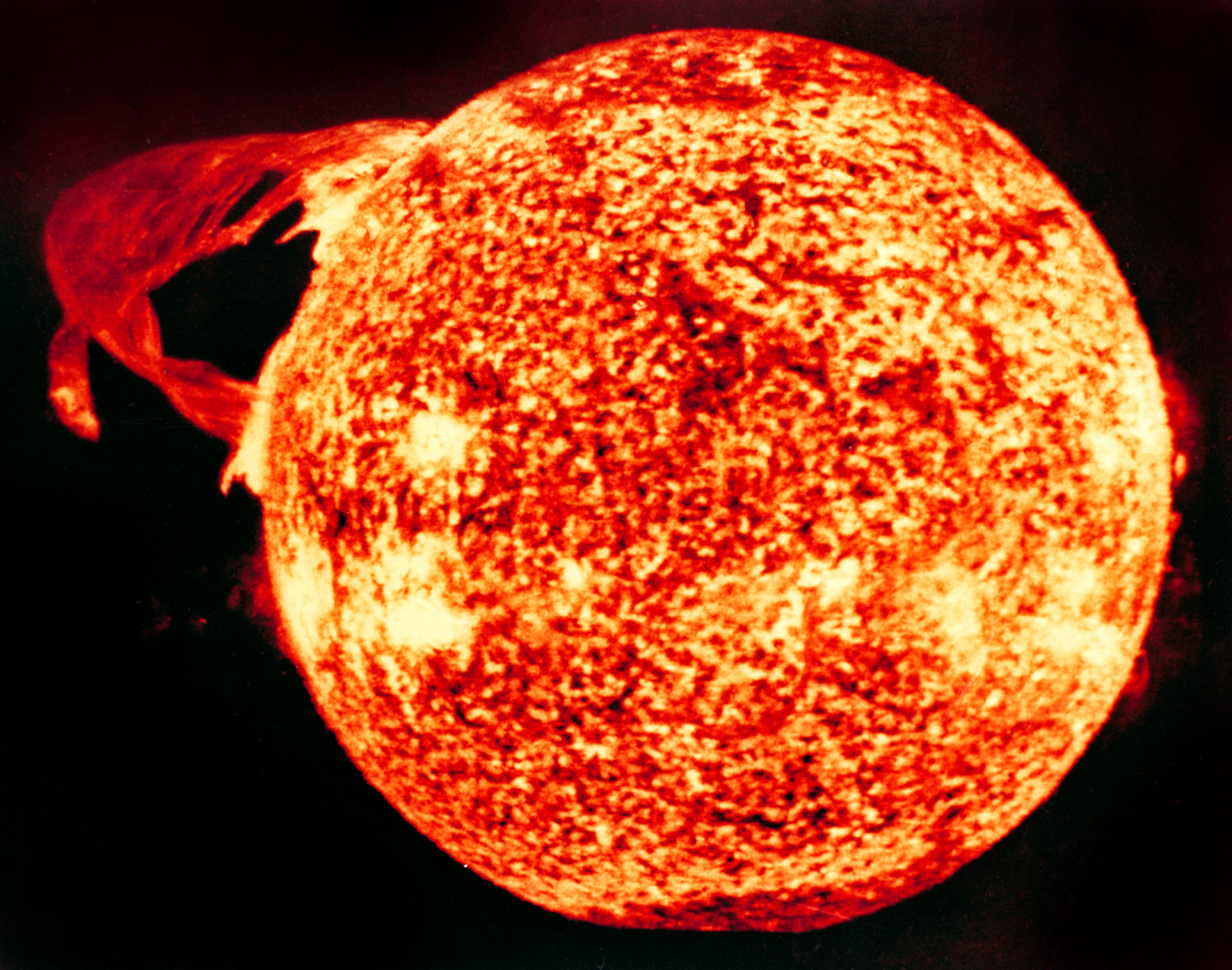
Éruption solaire photographiée par le télescope ATM

Skylab 4 fut la dernière mission Skylab.
L'équipage est arrivé sur Skylab pour constater qu'ils avaient de la compagnie là-haut - trois personnages vêtus de combinaisons de vol. Regardant de plus près, ils se sont aperçus que leurs compagnons étaient trois mannequins, complets avec des insignes Skylab mission 4 et des badges, qui avaient été laissés là par Al Bean, Jack Lousma, et Owen Garriott à la fin de Skylab 3.
Les membres d'équipage, dont chacun d'entre eux effectuait son premier vol spatial, ont eu des problèmes pour ajuster leur charge de travail au même niveau que leurs prédécesseurs lors de l'activation de l'atelier orbital. Les choses ont pris un mauvais départ après que l'équipage a tenté de cacher un début de mal de l'espace d'un astronaute aux chirurgiens de vol, un fait découvert par les contrôleurs de mission après le téléchargement des enregistrements vocaux de bord. La première tâche de l'équipage, déchargement et arrimage des milliers d'articles nécessaires à leur longue mission, s'est également avérée être écrasante. Le calendrier de la séquence d'activation dictait de longues périodes de travail avec une grande variété de tâches à accomplir, et l'équipage se retrouva bientôt fatigué et en retard.
Comme l'activation de Skylab progressait, les astronautes se plaignaient d'être surchargés. Les équipes au sol étaient en désaccord et ont estimé que les astronautes ne travaillaient pas assez longtemps ou assez dur. Au cours de la mission, cela a débouché sur une radio conférence pour exprimer leurs frustrations. À la suite de cela, le calendrier de travail a été assoupli, les astronautes recevant en fin de chaque journée la liste des tâches à réaliser le lendemain, qu'ils pouvaient accomplir aux heures qui leur convenaient. À la fin de leur mission, l'équipage avait terminé les travaux et dépassé ce qui avait été prévu avant le lancement. Les expériences de l'équipage et des contrôleurs ont fourni d'importantes leçons pour la planification des horaires de travail ultérieures de vols habités.
Le 22 novembre, Gibson et Pogue ont effectué une sortie dans l'espace de 6h30. La première partie de leur sortie dans l'espace a été consacrée au remplacement du film de l'observatoire solaire Apollo Telescope Mount. Le reste du temps a été utilisé pour réparer une antenne défectueuse et installer une caméra destinée à l'observation de la comète Kohoutek.

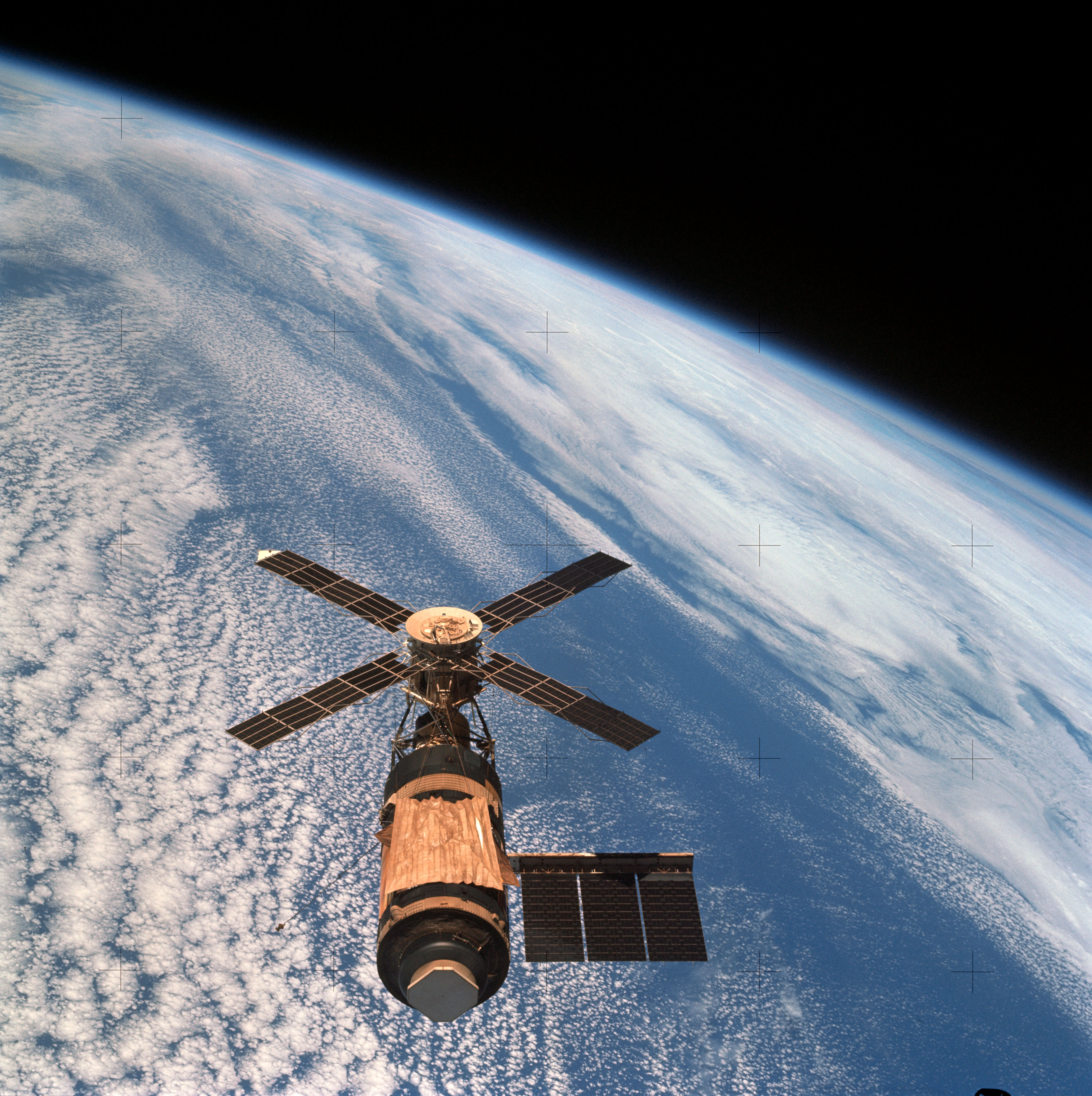
La station Skylab abandonnée, vue lors du départ de l'équipage de Skylab 4

L'équipage a signalé que la nourriture était bonne, mais un peu fade. L'équipage aurait préféré utiliser plus de condiments pour rehausser le goût de la nourriture. La quantité de sel qu'ils pourraient utiliser a été limitée à des fins médicales. La quantité et le type de nourriture consommée ont été strictement contrôlés en raison de leur régime alimentaire strict.
Sept jours après le début de leur mission, un problème s'est développé dans le système des gyroscopes de contrôle d'attitude, qui menaçait de mettre rapidement un terme à la mission. Skylab dépendait de trois grands gyroscopes, dimensionnés de telle sorte que deux d'entre eux pourraient assurer un contrôle suffisant et manœuvrer Skylab si nécessaire. Le troisième, surnuméraire, agit comme une sauvegarde en cas de défaillance de l'un des autres. La défaillance a été attribuée à une insuffisante lubrification du gyroscope. De plus, cette panne a provoqué une consommation excessive des moteurs d'orientation du Skylab, nécessitant une adaptation des programmes d'observations pour limiter les manœuvres d'orientation. Après quatre semaines de mission, un second gyroscope a montré des problèmes similaires, mais un contrôle de la température et des procédures de réduction des charges l'ont maintenu opérationnel, et aucun autre problème n'est survenu.
L'équipage a passé de nombreuses heures à étudier la Terre. Carr et Pogue ont alternativement piloté les contrôles, exploitant les dispositifs de détection qui ont mesuré et photographié les objets sélectionnés sur la surface de la Terre. L'équipage a également fait des observations solaires, enregistrant environ 75 000 nouvelles images télescopiques du Soleil. Les images ont été prises dans les rayons X, les ultraviolet, et dans des parties visibles du spectre.
Comme la fin de leur mission se rapprochait, Gibson a continué sa surveillance de la surface solaire. Le 21 janvier 1974, une région active sur la surface du Soleil a formé une tache lumineuse qui s'est intensifiée et a grandi. Gibson a rapidement commencé à filmer la séquence et la tache est entrée en éruption. Ce film fut le premier enregistrement depuis l'espace de la naissance d'une éruption solaire.
Le 13 décembre, l'équipage a aperçu la comète Kohoutek et a préparé l'observatoire solaire et des caméras portatives à ce sujet. Ils ont continué à la photographier alors qu'elle s'approchait du Soleil. Le 28 décembre, elle passait à 21 millions de kilomètres du Soleil, et le 30 décembre, lors de son passage derrière le Soleil, Carr et Gibson l'ont aperçue lors d'une sortie extravéhiculaire.
Mi-décembre, le millier d'œufs de porthetria embarqués, une espèce de lépidoptères qui attaquent les forêts des États-Unis, ont commencé à éclore. L'expérience vise à étudier les moyens de contrôler leur développement.
L'équipage a également photographié la Terre depuis l'orbite. Malgré les instructions de ne pas le faire, l'équipage (peut-être par inadvertance) a photographié la Zone 51, ce qui a provoqué un conflit mineur entre les divers organismes gouvernementaux quant à savoir si les photographies montrant cette installation secrète devraient être libérées. En fin de compte, la photo a été publiée en même temps que toutes les autres images Skylab dans les archives de la NASA, mais elle est restée inaperçue pendant des années. Les photos prises par les astronautes ont mis en lumière les ravages de la pollution industrielle de lacs, d'estuaires et de fleuves, ou par les mines à ciel ouvert. Elles ont aussi permis la détection d'un important gisement de cuivre dans le nord du Nevada.
Au retour le 8 février, le système d'orientation de la capsule Apollo est tombé partiellement en panne, seul le contrôle du roulis restant opérationnel. Malgré cela, les astronautes ont amerri à 5 km du porte-avion USS New Orleans.
Skylab 4 a bouclé 1 214 orbites autour de la Terre, parcourant 55 500 000 km en 84 jours, 1 heure et 16 minutes dans l'espace et effectué quatre sorties extravéhiculaires totalisant 22 heures, 13 minutes.
Les trois astronautes avaient rejoint la NASA au milieu des années 1960, lors du programme Apollo, Pogue et Carr étant probablement sélectionnés pour l'équipage d'Apollo 19, finalement annulée. En fin de compte aucun astronaute de l'équipage de Skylab 4 n'a volé à nouveau, tous les trois ayant pris leur retraite de la NASA avant le premier lancement de la navette spatiale américaine. Gibson, qui avait été formé en tant que chercheur-astronaute (Groupe d'astronautes 4, « The Scientists »), a démissionné de la NASA en décembre 1974 pour poursuivre des recherches sur les données en physique solaire de Skylab, en tant que scientifique cadre supérieur avec l'Aerospace Corporation of Los Angeles, en Californie.

## Galerie

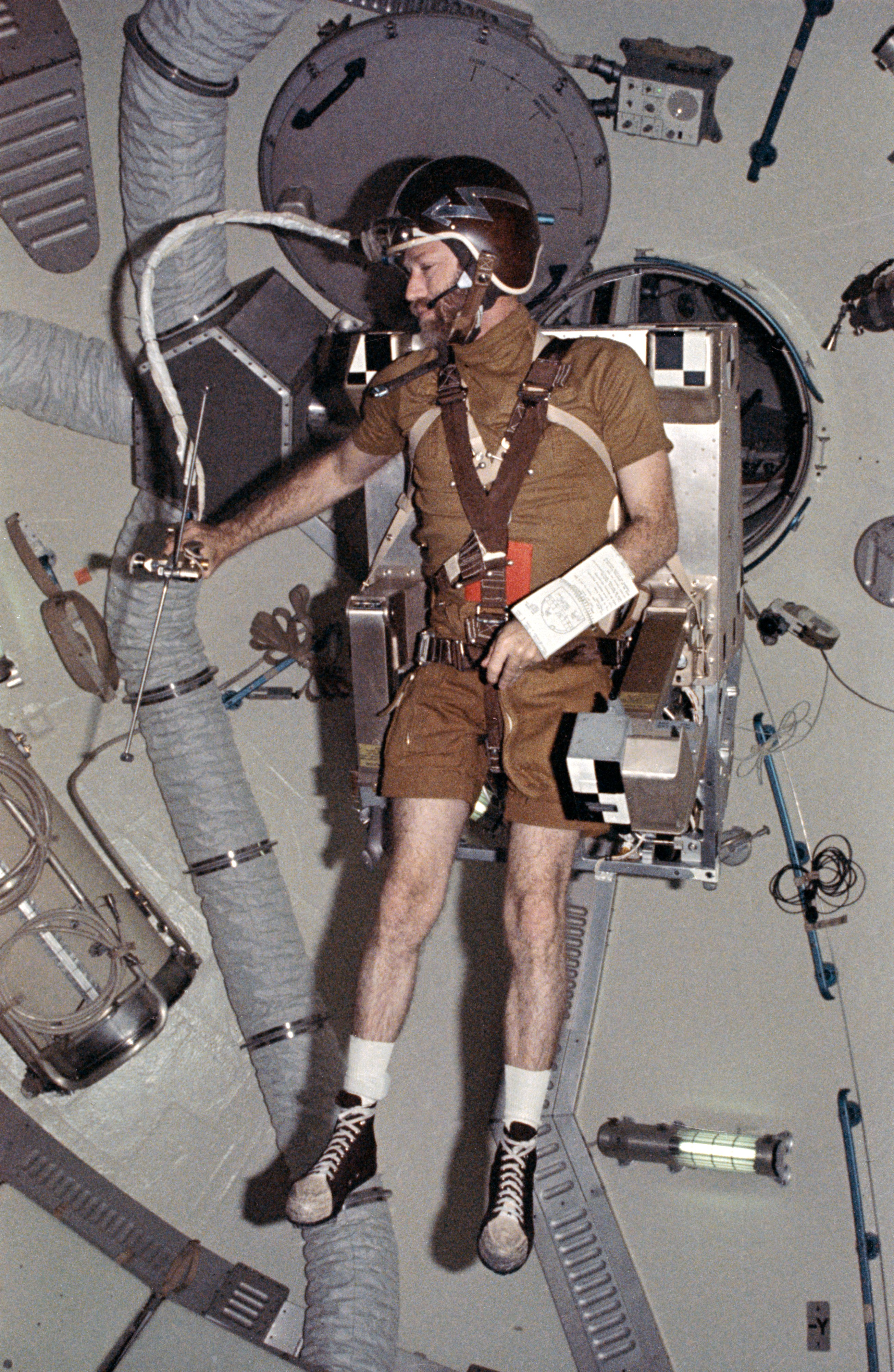
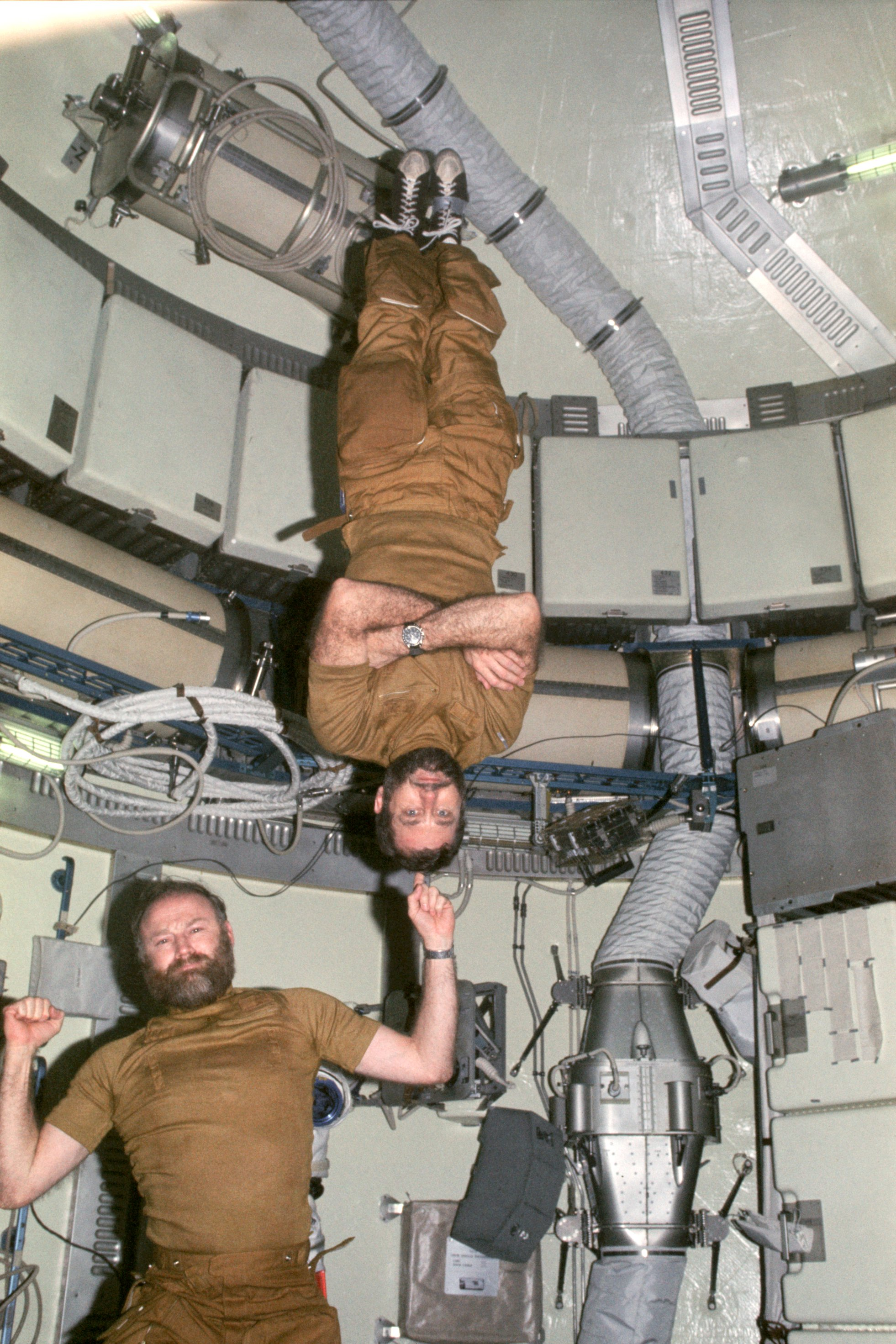
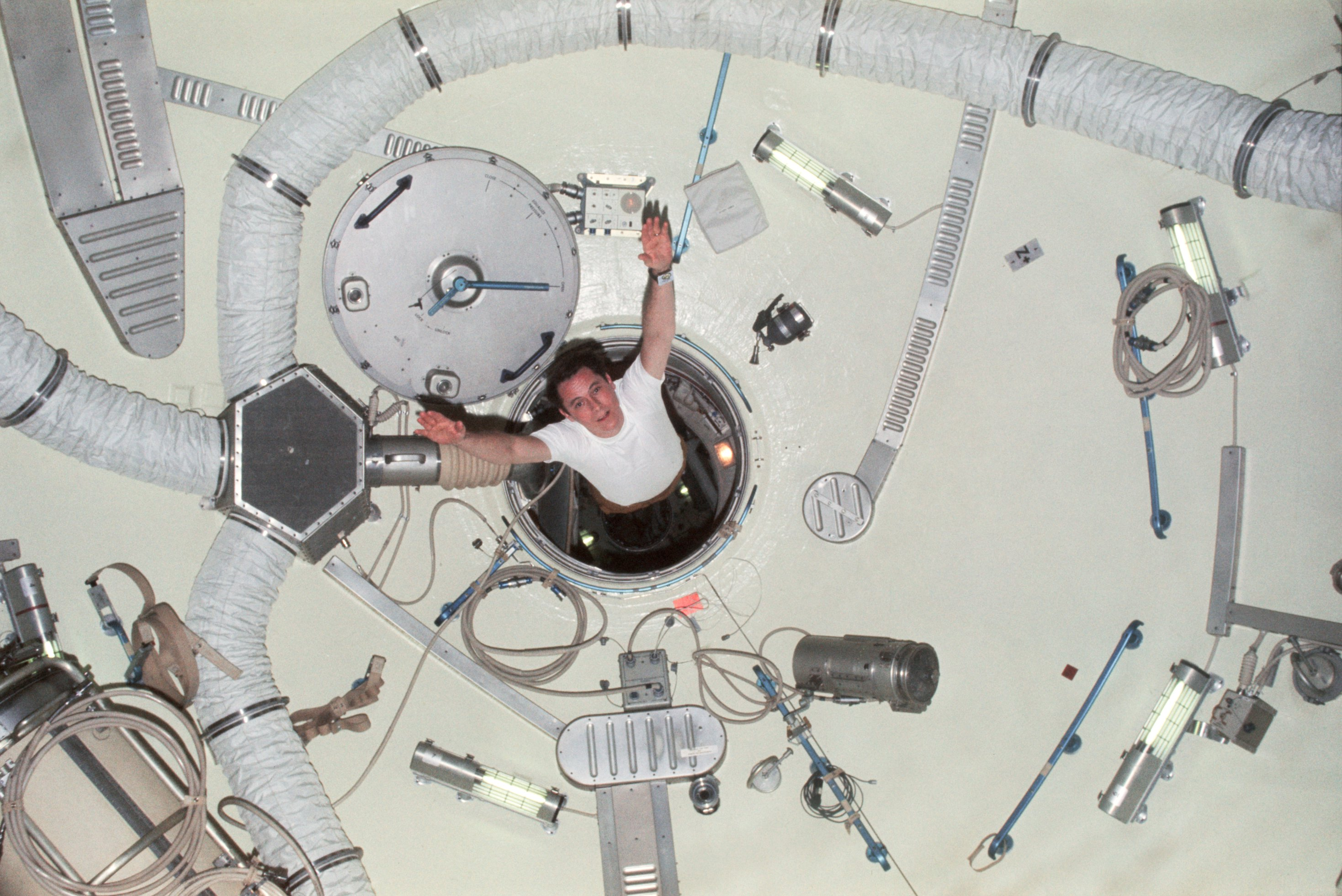
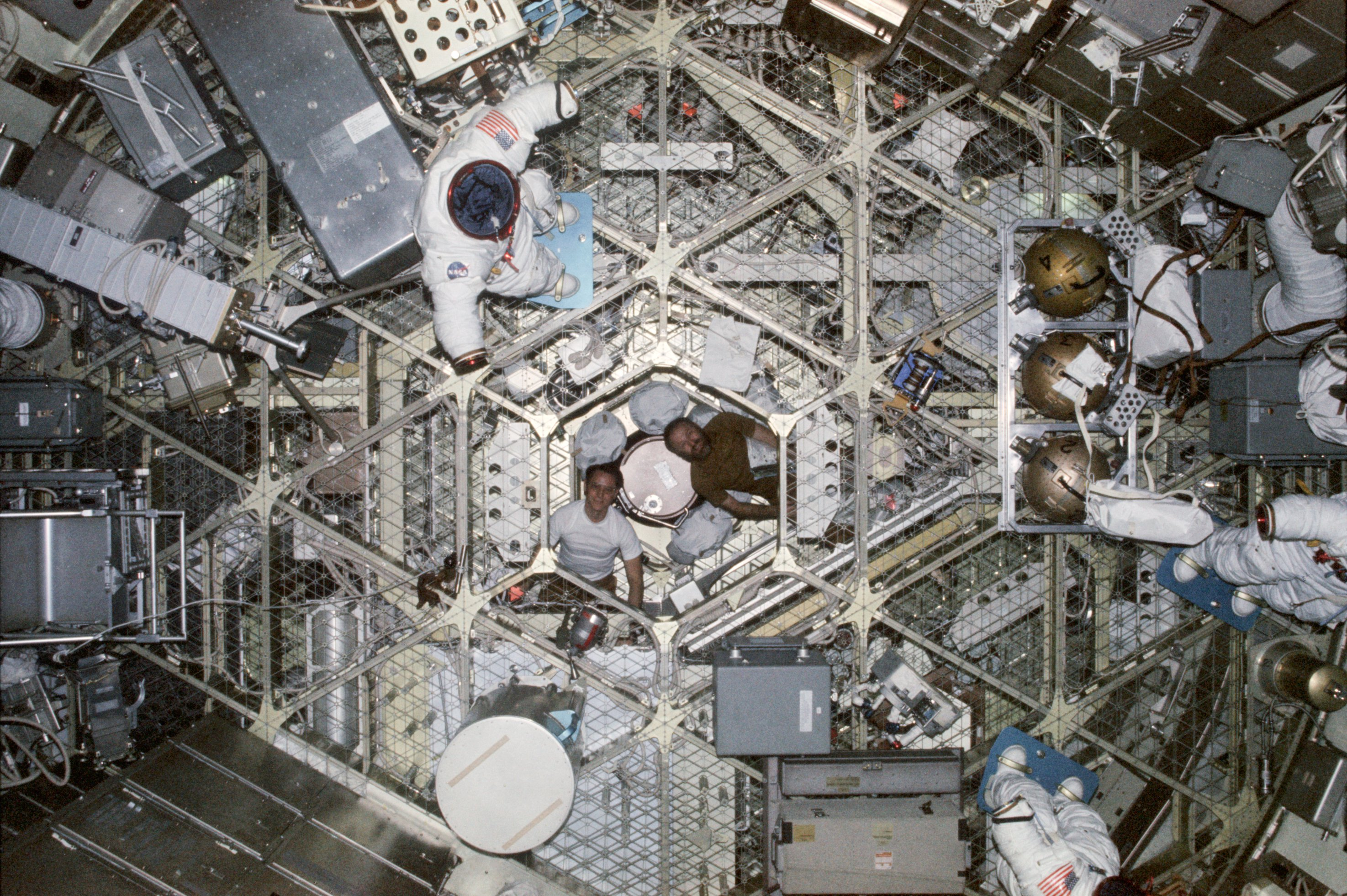
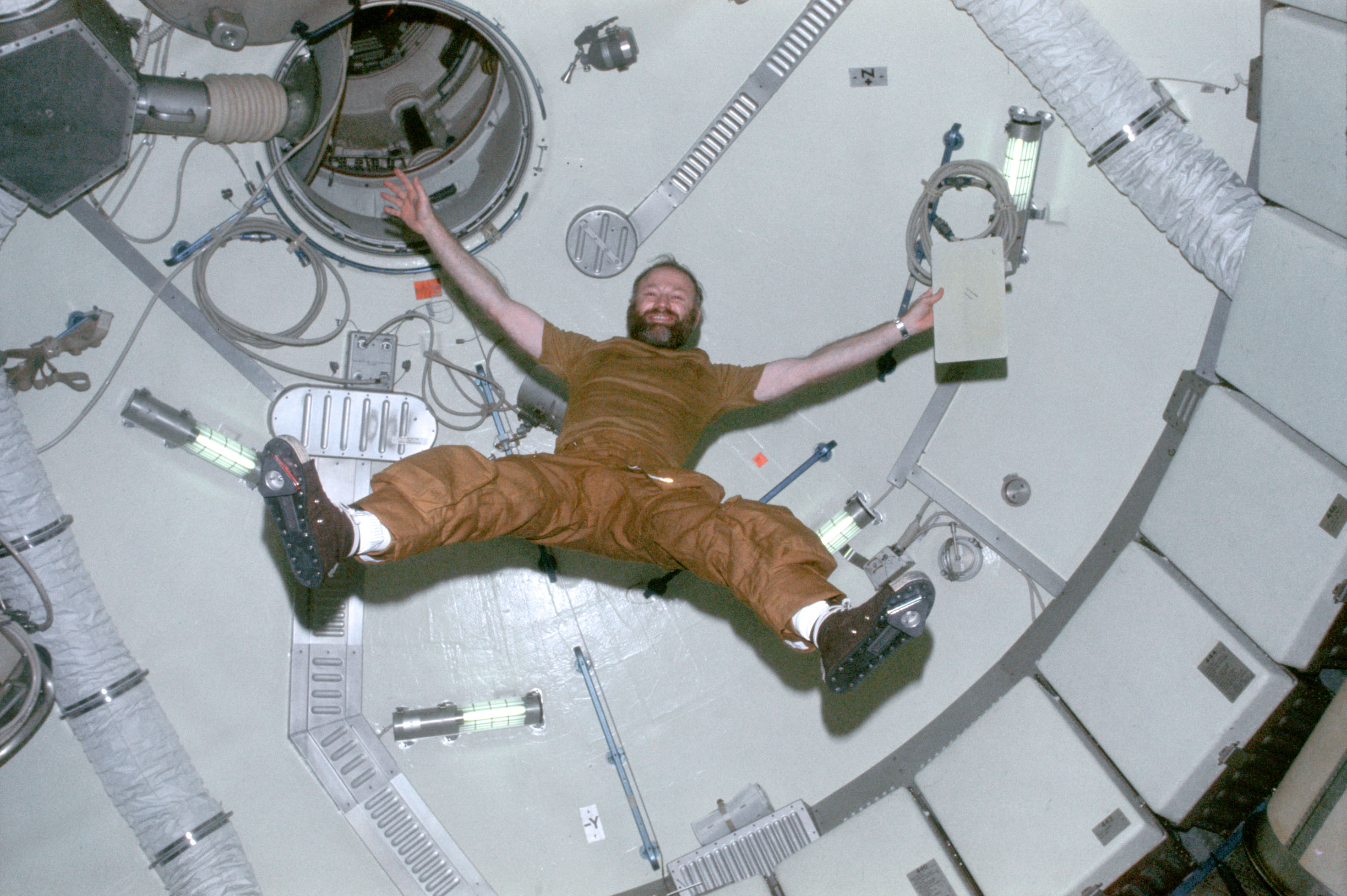
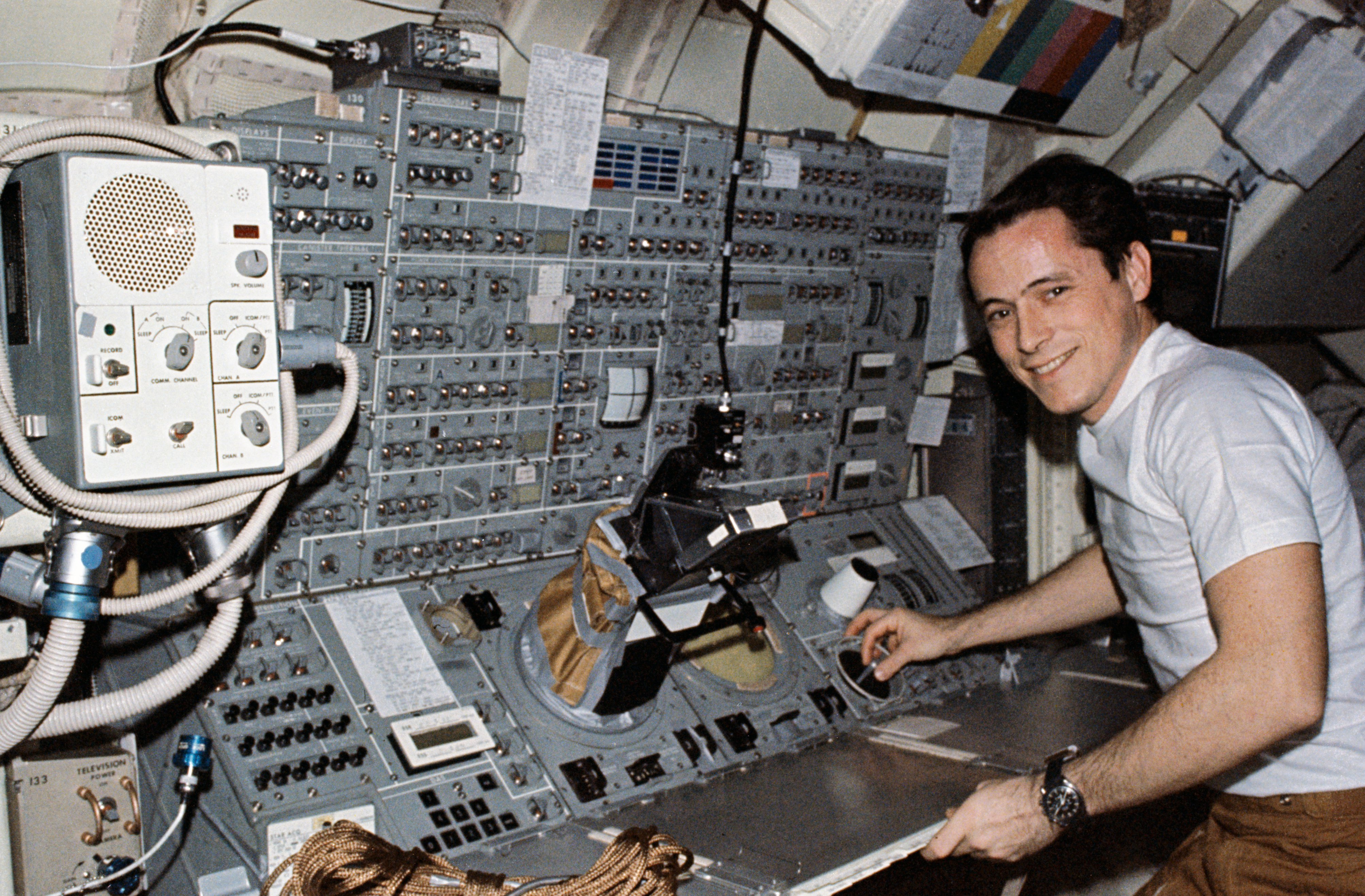

## Localisation du vaisseau

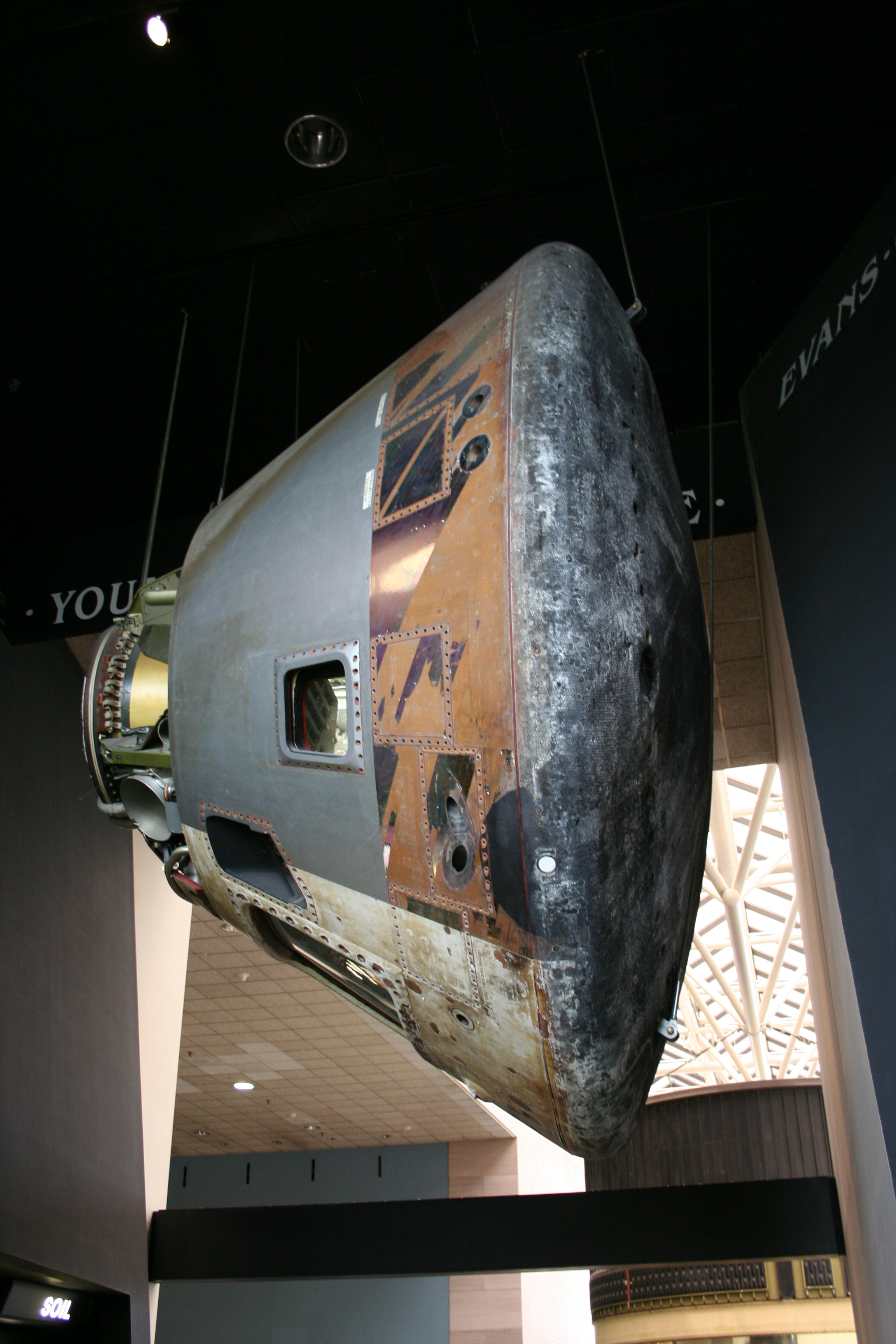
Module de commande Skylab 4 au National Air and Space Museum de la Smithsonian Institution

Le module de commande Skylab 4 est exposé au National Air and Space Museum à Washington DC.

## Insigne de la mission

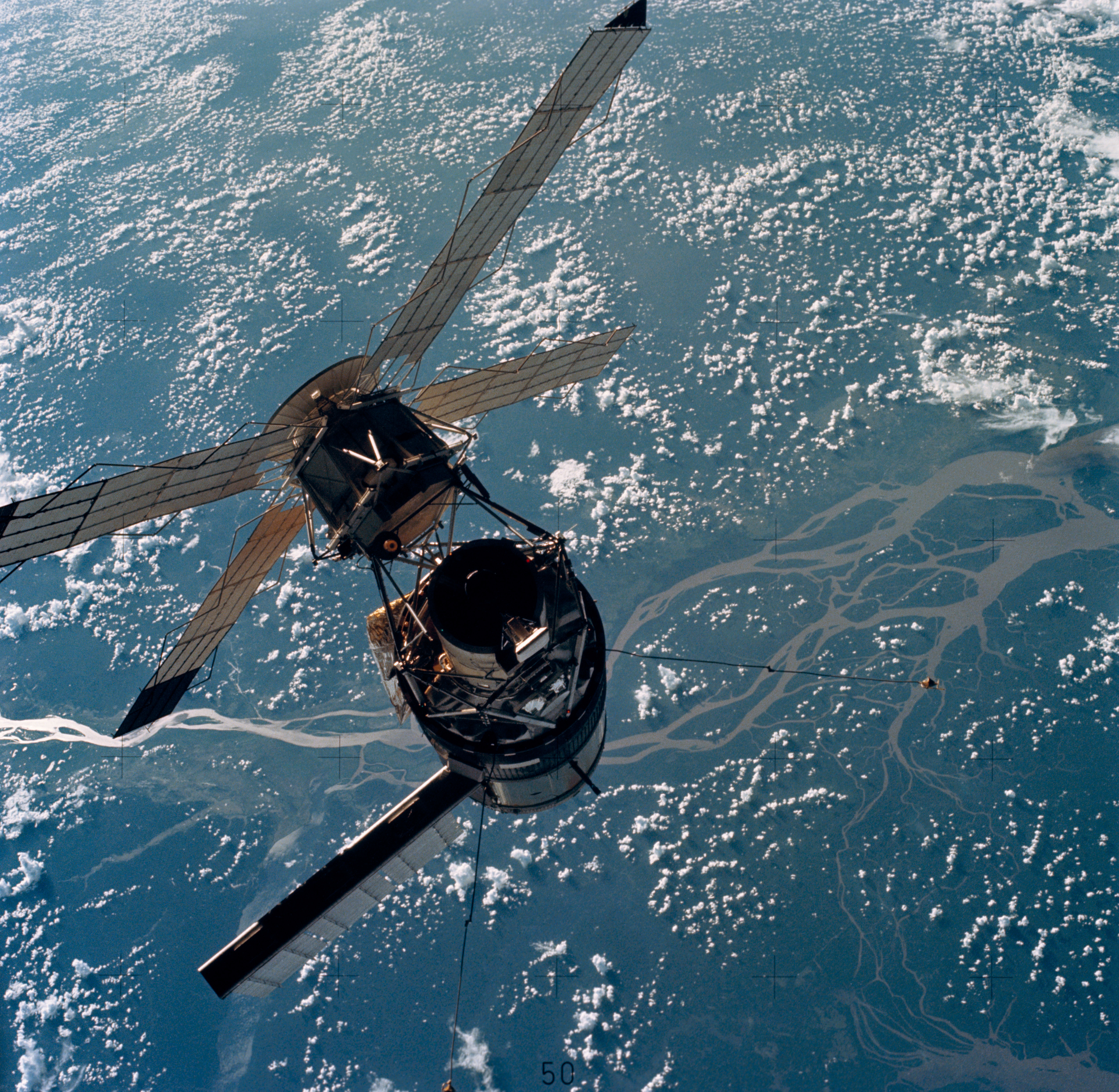
Vue rapprochée de la station spatiale Skylab.

L'insigne triangulaire de l'expédition montre un grand nombre 3 et un arc-en-ciel encerclant trois domaines d'étude poursuivis par les astronautes. Au moment du vol, les astronautes ont publié la description suivante :
« Les symboles dans l'insigne se référent aux trois grands domaines de recherches dans la mission. L'arbre représente l'environnement naturel de l'homme et se réfère à l'objectif de faire progresser l'étude des ressources terrestres. L'atome d'hydrogène, comme bloc de construction de base de l'univers, représente l'exploration humaine du monde physique, sa demande de connaissances, et son développement de la technologie. Comme le soleil est composé principalement d'hydrogène, le symbole d'hydrogène se réfère également à la mission consacrée à la physique solaire. La silhouette humaine représente l'humanité et la capacité humaine à la technologie directe avec une sagesse tempérée par son respect pour son environnement naturel. Elle concerne également les études médicales sur Skylab de l'homme lui-même. L'arc-en-ciel, adopté à partir du récit biblique du Déluge, symbolise la promesse qui est offerte à l'homme. Il embrasse l'homme et se prolonge jusqu'à l'arbre et à l'atome d'hydrogène, mettant l'accent sur le rôle pivot de l'homme dans la conciliation de la technologie avec la nature par une application humaniste de notre connaissance scientifique. »
Certaines versions de l'insigne comprennent une comète dans la courbe du haut, car des études ont été faites sur la comète Kohoutek mais celles-ci n'étaient apparemment pas portées pendant le vol.

### Pour en savoir plus
- Gilles Clement, Fundamentals of Space Medicine, Microcosm Press, 2003. p. 212.
- (en) Dick Lattimer (préf. James A. Michener), All we did was fly to the moon, Alachua, Fla, Whispering Eagle Press, coll. « History-alive » (no 1), 1985, 144 p. (ISBN 978-0-961-12280-5 et 0-961-12280-3, OCLC 12541695).